# Thomas Harrison Provenzano
Thomas Harrison Provenzano (1949. június 6. – Starke, Florida, 2000. június 21.) amerikai elítélt gyilkos volt, akit Floridában méreginjekcióval kivégeztek. Provenzano azt hitte, hogy ő Jézus Krisztus reinkarnációja, és párhuzamot vont kivégzése és  Krisztus keresztre feszítése között.

## Gyilkosságai
Provenzano munkanélküli villanyszerelő volt, amikor 1984. január 10-én belépett Orlandóban az Orange megyei bírósági épületébe egy gépkarabéllyal, egy revolverrel, egy sörétes puskával és nagy mennyiségű lőszerrel. A revolverrel tüzet nyitott, amikor két végrehajtó megközelítette. Provenzanót öt hónappal korábban rendellenes magatartással vádolták, és azzal a szándékkal ment a bíróságra, hogy meggyilkolja az őt vádoló tisztviselőt. Ehelyett megölte a 60 éves William Arnie Wilkersont, a haditengerészet nyugdíjas hadnagyát, aki 14 évet töltött a seriffosztályon. Ezen kívül megsebesítette az 53 éves helyettes seriffet, Harry Daltont, agykárosodást és részleges bénulást okozott neki. Végül 1991-ben Dalton belehalt sérüléseibe. A 19 éves bűnügyi tisztet, Mark Parkert is eltalálta a gerincoszlopán, aki nyaktól lefelé lebénult, miközben saját testével védett egy polgárt a lövöldözésben. Parker végül 2009 márciusában meghalt a sérüléseiből származó komplikációk miatt. Provenzanót halálra ítélték a támadás miatt.

## Jogi eljárások
1999-ben Florida állam petíciót tartott Provenzano kivégzésével kapcsolatban, miszerint a villamosszék általi kivégzés kegyetlen és szokatlan büntetés lenne-e. Michael Minerva, aki Jerry White kivégzésének tanúja volt, azt mondta, hogy „White teste megmerevedett és a szék háttámlájához feszült, ahogy az áramot bekapcsolták”. A villamosszék alkotmányosságának kérdése Allen Lee Davis kivégzésénél is fennállt. Mire azonban a Davis utáni fogolyt vitték volna kivégzésre, az elítélt választhatott a méreginjekció és a villamosszék között. 
Provenzano majdnem 16 évet töltött a halálsoron, mielőtt kivégezték a floridai állambeli börtönben, Starke-ben, 2000. június 21-én.

## Fordítás
- Ez a szócikk részben vagy egészben  a   Thomas Harrison Provenzano című angol Wikipédia-szócikk ezen változatának fordításán alapul.  Az eredeti cikk szerkesztőit annak laptörténete sorolja fel. Ez a jelzés csupán a megfogalmazás eredetét és a szerzői jogokat jelzi, nem szolgál a cikkben szereplő információk forrásmegjelöléseként.